# Simon Pettersson
Simon Pettersson (ur. 3 stycznia 1994 w Tobo) – szwedzki lekkoatleta specjalizujący się w rzucie dyskiem.
Bez awansu do finału startował na mistrzostwach Europy juniorów w Rieti (2013). W 2015 był piąty na europejskich mistrzostwach młodzieżowców. Jedenasty dyskobol mistrzostw świata w Londynie (2017). Rok później zajął 4. miejsce na mistrzostwach Europy w Berlinie, a w 2019 był dziewiąty na światowym czempionacie w Dosze. Podczas igrzysk olimpijskich rozgrywanych w Tokio (2021) wywalczył srebrny medal.
Medalista mistrzostw Szwecji (także w pchnięciu kulą) oraz reprezentant kraju w pucharze Europy w rzutach i w meczach międzypaństwowych.
Rekord życiowy: 70,42 (6 sierpnia 2022, Norrköping).

## Osiągnięcia
| Rok  | Impreza                        | Miejsce   | Lokata            | Wynik |
| ---- | ------------------------------ | --------- | ----------------- | ----- |
| 2013 | Mistrzostwa Europy juniorów    | Rieti     | el. – 17. miejsce | 53,06 |
| 2015 | Puchar Europy w rzutach        | Leiria    | 8. miejsce (U23)  | 55,30 |
| 2015 | Młodzieżowe mistrzostwa Europy | Tampere   | 5. miejsce        | 58,05 |
| 2016 | Puchar Europy w rzutach        | Arad      | 1. miejsce (U23)  | 60,28 |
| 2017 | Mistrzostwa świata             | Londyn    | 11. miejsce       | 60,39 |
| 2018 | Puchar Europy w rzutach        | Leiria    | 2. miejsce        | 65,81 |
| 2018 | Mistrzostwa Europy             | Berlin    | 4. miejsce        | 64,55 |
| 2019 | Mistrzostwa świata             | Doha      | 9. miejsce        | 63,72 |
| 2021 | Igrzyska olimpijskie           | Tokio     | 2. miejsce        | 67,39 |
| 2022 | Puchar Europy w rzutach        | Leiria    | 3. miejsce        | 63,80 |
| 2022 | Mistrzostwa świata             | Eugene    | 5. miejsce        | 67,00 |
| 2022 | Mistrzostwa Europy             | Monachium | 4. miejsce        | 67,12 |
| 2023 | Mistrzostwa świata             | Budapeszt | el. – 21. miejsce | 62,53 |
| 2024 | Puchar Europy w rzutach        | Leiria    | 2. miejsce        | 63,08 |
| 2024 | Mistrzostwa Europy             | Rzym      | el. – 16. miejsce | 61,43 |
| 2025 | Puchar Europy w rzutach        | Nikozja   | –                 | NM    |